# Правокугультинский
Правокугульти́нский (бывш. Ферма № 3 свх. Большевик) — посёлок в Ипатовском районе (городском округе) Ставропольского края Российской Федерации.

## География
Расстояние до краевого центра: 82 км. Расстояние до районного центра: 44 км.

## История
9 февраля 1972 года Указом Президиума ВС РСФСР посёлок фермы № 3 совхоза «Большевик» переименован в Правокугультинский
До 1 мая 2017 года посёлок входил в упразднённый  Большевистский сельсовет.

## Население
| 1989 | 2002 | 2010 | 2014 | 2023 |
| ---- | ---- | ---- | ---- | ---- |
| 504  | ↘486 | ↘388 | ↗400 | ↘339 |

По данным переписи 2002 года, 86 % населения — русские.

## Инфраструктура
Медицинскую помощь оказывает фельдшерско-акушерский пункт.
В Правокугультинском 6 улиц — Комсомольская, Новая, Октябрьская, Первомайская, Пролетарская и Юбилейная. В 1,5 км на юго-запад
от посёлка расположено общественное открытое кладбище площадью 5 600 м².

## Связь и телекоммуникации
В 2016 году в посёлке введена в эксплуатацию точка доступа к сети Интернет (передача данных осуществляется посредством волоконно-оптической линии связи).